# Markus Nilsen
Markus Nilsen (27 aprile 1989) è un ex sciatore alpino norvegese.

## Biografia
Gigantista puro, Nilsen iniziò a partecipare a gare FIS nel dicembre del 2004; tre anni dopo debuttò in Coppa Europa a La Plagne in Francia, il 18 gennaio 2007, senza concludere la gara. Nella stagione 2007-2008 conquistò il primo podio in Coppa Europa, a Madesimo giungendo 3º, e la medaglia d'argento ai Mondiali juniores di Formigal 2008. Esordì in Coppa del Mondo l'8 marzo dello stesso anno a Kranjska Gora (Slovenia), non riuscendo a qualificarsi per la seconda manche.
Il 19 dicembre 2010 in Alta Badia conquistò i suoi unici punti in Coppa del Mondo, grazie al 29º posto finale, e il 24 febbraio 2012 il suo ultimo podio in Coppa Europa (3º). Lasciati i circuiti mondiale e continentale nel marzo del 2012 (disputò la sua ultima gara in Coppa del Mondo il 10 marzo a Kranjska Gora, senza qualificarsi), continuò a prendere parte a competizioni minori (gare FIS, campionati nazionali) fino al 2013, per poi ritirarsi. In carriera non prese parte né a rassegne olimpiche né iridate.

## Palmarès

### Mondiali juniores
- 1 medaglia:
  - 1 argento (slalom gigante a Formigal 2008)

### Coppa del Mondo
- Miglior piazzamento in classifica generale: 164º nel 2011

### Coppa Europa
- Miglior piazzamento in classifica generale: 18º nel 2011
- 3 podi:
  - 1 secondo posto
  - 2 terzi posti

### Nor-Am Cup
- Miglior piazzamento in classifica generale: 66º nel 2010
- 1 podio:
  - 1 secondo posto

### Campionati norvegesi
- 3 medaglie[2]:
  - 1 argento (slalom gigante nel 2007)
  - 2 bronzi (slalom gigante nel 2008; slalom gigante nel 2012)